# Караваєв Петро Миколайович
Петро Миколайович Караваєв (23 липня 1884, місто Кологрив Костромської губернії, тепер Костромської області, Російська Федерація — 9 червня 1952, місто Москва, Російська Федерація) — радянський державний і партійний діяч, революціонер, журналіст, архівіст, член ВЦВК. Член Центральної контрольної комісії ВКП(б) у 1924—1934 роках. Член Комісії партійного контролю при ЦК ВКП(б) у 1934—1939 роках.

## Життєпис
Народився в родині канцелярського службовця, вихідця із міщан. У 1904 році закінчив гімназію в місті Костромі.
Член РСДРП(б) з грудня 1903 року.
У 1904—1905 роках — студент Московського університету, закінчив перший курс.
У травні — грудні 1905 року — статистик Костромської губернської земської управи.
У грудні 1905 року заарештований. З грудня 1905 по червень 1906 року перебував у Костромській в'язниці та на засланні в селі Дем'янському Тобольського повіту Тобольської губернії.
У червні — листопаді 1906 року — агітатор, пропагандист Замоскворецького районного комітету РСДРП у Москві. У грудні 1906 — травні 1907 року — член Воронезького комітету РСДРП. У травні — листопаді 1907 року — член Іваново-Вознесенського комітету РСДРП.
У листопаді 1907 року заарештований. З листопада 1907 по серпень 1910 року був ув'язнений у Центральній Владимирській в'язниці (Владимирському централі). У серпні 1910 — лютому 1917 року — на політичному засланні в містах Кіренську іркутської губернії та в Іркутську. Після лютневої революції 1917 року амністований.
У лютому 1917 — червні 1918 року — статистик Іркутського продовольчого комітету, член виконавчого комітету Іркутської губернської ради, член Іркутського губернського комітету РСДРП(б).
У червні 1918 — лютому 1920 року — на підпільній роботі на Далекому Сході, партійний працівник Амурського обласного комітету РКП(б).
У лютому 1920 — листопаді 1921 року — редактор газети «Амурская правда» в місті Благовіщенську.
З листопада 1921 по серпень 1922 року був членом делегації Далекосхідної республіки на міжнародній конференції із питань міжнародного співробітництва країн басейну Тихого океану в місті Вашингтоні (США).
У серпні 1922 — серпні 1924 року — редактор газети «Дальне-Восточный путь» в місті Читі.
У серпні 1924 — грудні 1928 року — інструктор організаційного відділу Центральної контрольної комісії ВКП(б) у Москві.
У січні 1926 — грудні 1927 року — кандидат у члени партійної колегії Центральної контрольної комісії ВКП(б). 19 грудня 1927 — 26 січня 1934 року — кандидат у члени президії Центральної контрольної комісії ВКП(б).
У грудні 1928 — лютому 1934 року — секретар партійної колегії Московської обласної контрольної комісії ВКП(б), голова партійної колегії Московської міської контрольної комісії ВКП(б).
У липні 1930 — 26 січня 1934 року — член партійної колегії Центральної контрольної комісії ВКП(б).
У лютому 1934 — березні 1939 року — член партійної колегії при Комісії партійного контролю при ЦК ВКП(б). З 1936 по 1937 рік важко хворів на базедову хворобу.
У квітні 1939 — жовтні 1944 року — заступник завідувача Центрального партійного архіву Інституту Маркса-Енгельса-Леніна при ЦК ВКП(б). З липня 1941 по грудень 1944 року перебував разом із архівом у евакуації в місті Уфі.
У жовтні 1944 — квітні 1945 року — заступник завідувача сектора філіалів і місцевих партійних архівів Інституту Маркса-Енгельса-Леніна, в.о. завідувача Центрального партійного архіву Інституту Маркса-Енгельса-Леніна при ЦК ВКП(б).
У квітні 1945 — жовтні 1947 року — заступник завідувача Центрального партійного архіву Інституту Маркса-Енгельса-Леніна по місцевих партійних архівах. У жовтні 1947 — червні 1952 року — заступник завідувача Центрального партійного архіву Інституту Маркса-Енгельса-Леніна при ЦК ВКП(б). Персональний пенсіонер союзного значення в Москві.
Помер 9 червня 1952 року після тривалої, важкої хвороби. Похований на Новодівочому цвинтарі Москви.

## Нагороди
- орден «Знак Пошани»
- медаль «За доблесну працю у Великій Вітчизняній війні 1941—1945 рр.»
- медалі